# Rosso (Mauretanien)
Rosso, arabisch روصو, DMG Rūṣū, oder القوارب, DMG al-Quwārib, ist die Hauptstadt der Verwaltungsregion Trarza am Unterlauf des Senegalflusses im Südwesten Mauretaniens. Die Fähre Rosso an der einzigen durchgehend asphaltierten Straße, die Mauretanien mit dem südlichen Nachbarland Senegal verbindet, macht Rosso zur wichtigsten Handelsstadt im Landesinnern.

## Lage
Südlich des 17. Breitengrades hat Mauretanien einen schmalen Anteil an der Sudanzone. In der mehrere Kilometer breiten Überschwemmungsebene (Chemama) mit fruchtbaren alluvialen Böden entlang des Senegalflusses wird überwiegend Reis angebaut, daneben gedeihen Hirse und auf kleinen Feldern Gemüse (Mais, Bohnen, Süßkartoffel, Erdnüsse). Nach der von Juni bis September dauernden Regenzeit sind viele Felder durch Regenfälle überschwemmt, während des übrigen Jahres werden sie über Kanäle aus dem Senegal bewässert. Wenige Kilometer nördlich wird die mit charakteristischen einzelnen Akazien bestandene Trockensavanne von Sanddünen abgelöst.
Rosso liegt 203 Kilometer südlich der Landeshauptstadt Nouakchott und etwa 100 Kilometer vom senegalesischen Saint-Louis entfernt. Der Landeplatz der Fähre am gegenüberliegenden Flussufer ist die Stadt Rosso-Sénégal. Die Straße flussaufwärts nach Osten bis zum gut 200 Kilometer entfernten Boghé wurde von einer chinesischen Firma asphaltiert. Lediglich ein etwa 30 Kilometer langes Teilstück bei Rosso befindet sich noch im Pistenzustand (Stand: Oktober 2010). Nach Westen führt eine schlechte Piste streckenweise zwischen Reisfeldern bis zum 60 Kilometer flussabwärts gelegenen kleinen Ort Keur Massène, wo es einen Grenzübergang nach Diamma gibt.

## Bevölkerung
Nach der Unabhängigkeit Mauretaniens 1960 gab es in dem neuen Staat nur ein Dutzend Kleinstädte mit Einwohnerzahlen von wenigen Tausend. 1963 wurden für Rosso 5100 Einwohner geschätzt. 1988 ergab eine Volkszählung 27.783 Einwohner. Die Bevölkerungszahl der Gemeinde hat in den Jahren von 2000 bis 2023 von 48.922 auf 61.156 Einwohner zugenommen. Der Hauptort selbst hat 42.670 Einwohner (2023). Daneben gibt es noch 52 andere bewohnte Orte.

## Geschichte
Der Hafenort ist ein historisches Handelszentrum für Waren aus dem Senegal. Die französische Kolonialherrschaft über Westafrika reichte um 1900 bis zum Senegalfluss als nördlicher Grenze. Vom französischen Kolonialbeamten Xavier Coppolani stammt der Plan einer friedlichen Durchdringung Mauretaniens. Bis 1904 waren französische Truppen im Süden Mauretaniens präsent.
1986 wurde an der Atlantikküste in Nouakchott ein von Chinesen gebauter Tiefwasserhafen eröffnet. Zuvor musste der gesamte Süden Mauretaniens über senegalesische Häfen und weiter auf dem Landweg über Rosso mit Waren versorgt werden. Mit dem neuen Hafen können nun 35 bis 40 Prozent der Einfuhren, die bisher über Dakar abgewickelt wurden, die Hauptstadt direkt erreichen und Rosso hat entsprechend an Bedeutung verloren.
Rosso wird in der überwiegenden Mehrheit von Schwarzafrikanern bewohnt, die in Mauretanien als Soudans bezeichnet werden. Viele stammen aus dem Senegal und gehören zu den Wolof. Ein Rassenkonflikt zwischen der arabisch-berberisch dominierten Regierung (der Bidhan-Gesellschaftsschicht) und einer schwarzen Aufstandsbewegung (Forces de Libération Africaine de Mauritanie, FLAM) führte im April 1989 zur Senegal-Mauretanien-Krise, die für Rosso bis 1992 die Schließung der Grenze bedeutete. Senegal bot in dieser Zeit mauretanischen Oppositionellen Gastrecht. 10.000 politisch Missliebige beider Länder wurden vertrieben und mit Flugzeugen gegeneinander ausgetauscht. Die Spannungen in der Südregion hatten zum großen Teil einen wirtschaftlichen Ursprung und fanden zwischen Ackerbauern und Viehzüchtern statt. Großbewässerungsprojekte dehnten das Ackerland am Senegalufer aus, zugleich flüchten Viehzüchter aus dem Norden während Dürreperioden in die Nähe des Flusses. Zu weiteren Spannungen mit dem Nachbarland, von denen die Stadt betroffen war, kam es im Juni 2000.
Eine 2009 eröffnete technische Fachschule (Institut Supérieur d' Enseignement Technologiques, ISET) bietet einen landwirtschaftlichen Ausbildungsgang.

## Stadtbild

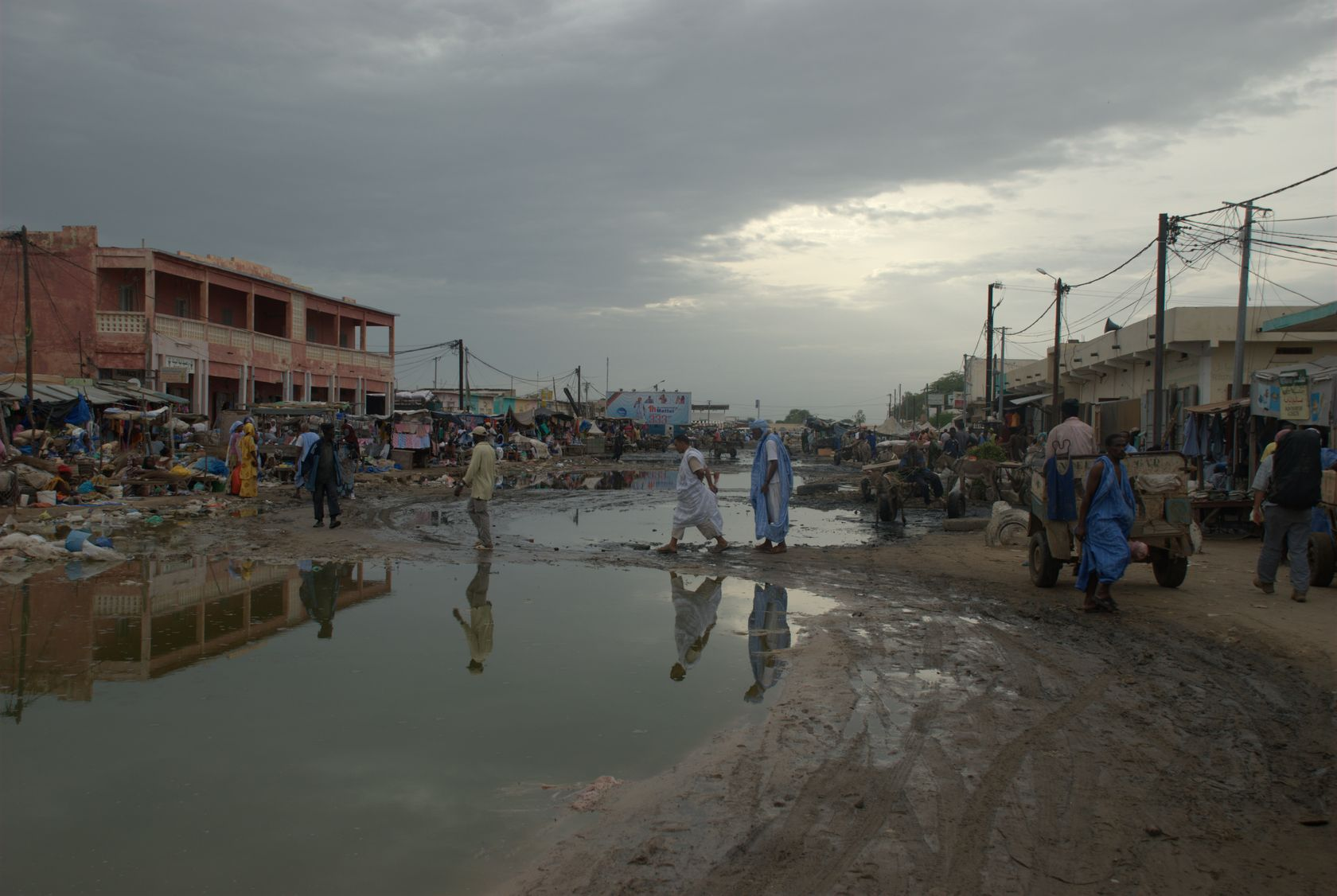
Hauptstraße im Geschäftszentrum. Ein Monat nach Ende der Regenzeit im Oktober

Hafenanlage und Zollgebäude befinden sich am südwestlichen Rand der Innenstadt. Gegenüber liegt eine große Militärkaserne, hinter welcher entlang der Piste nach Keur Massene bald Reisfelder beginnen. Die asphaltierte Straße nach Nouakchott führt vom Hafen an einigen Industriebetrieben vorbei geradewegs nach Norden. Am Ortsausgang ist die Anlage von SONIMEX, der halbstaatlichen Handelsgesellschaft für landwirtschaftliche Produkte, nicht zu übersehen. Die ersten drei Parallelstraßen zum Senegalufer nach Osten bilden zusammen mit Querverbindungen das rechteckige Straßennetz des Marktzentrums. Östlich des Zentrums folgt ein weiteres, großräumiges Militärareal (Kommandantur), bevor ein einfaches Wohn- und Slumgebiet sich etwa einen Kilometer nach Osten und vom Fluss einen Kilometer nach Norden erstreckt, in dem die in jüngster Zeit in die Stadt gezogene schwarzafrikanische Bevölkerung untergekommen ist.
In Rosso steht die älteste und möglicherweise größte erhaltene Kirche des Landes. Der römisch-katholische Pastor Bernard Pelletier (Stand: Mai 2010) betreut die Handvoll in der Stadt lebenden Franzosen.
Anfang der 1980er Jahre baute die ökologisch orientierte Architektengruppe Association pour le Développement d'une Architecture et d'un Urbanisme Africains (A.D.A.U.A.) in Satara, einem regelmäßig von der jährlichen Überschwemmung betroffenen Slumgebiet nördlich des Geschäftszentrums, eine für 12.000 Einwohner geplante Wohnsiedlung, deren Häuser mit den für die Organisation typischen Kuppeldächern aus gebrannten Ziegeln überdeckt sind. Bauzeit und Kosten lagen höher als bei den üblichen informell gebauten Ziegelhäusern mit Wellblechdächern. Ähnliche Entwürfe wurden beim Hôpital de Kaédi und bei Wohnsiedlungen in anderen Städten Mauretaniens realisiert.

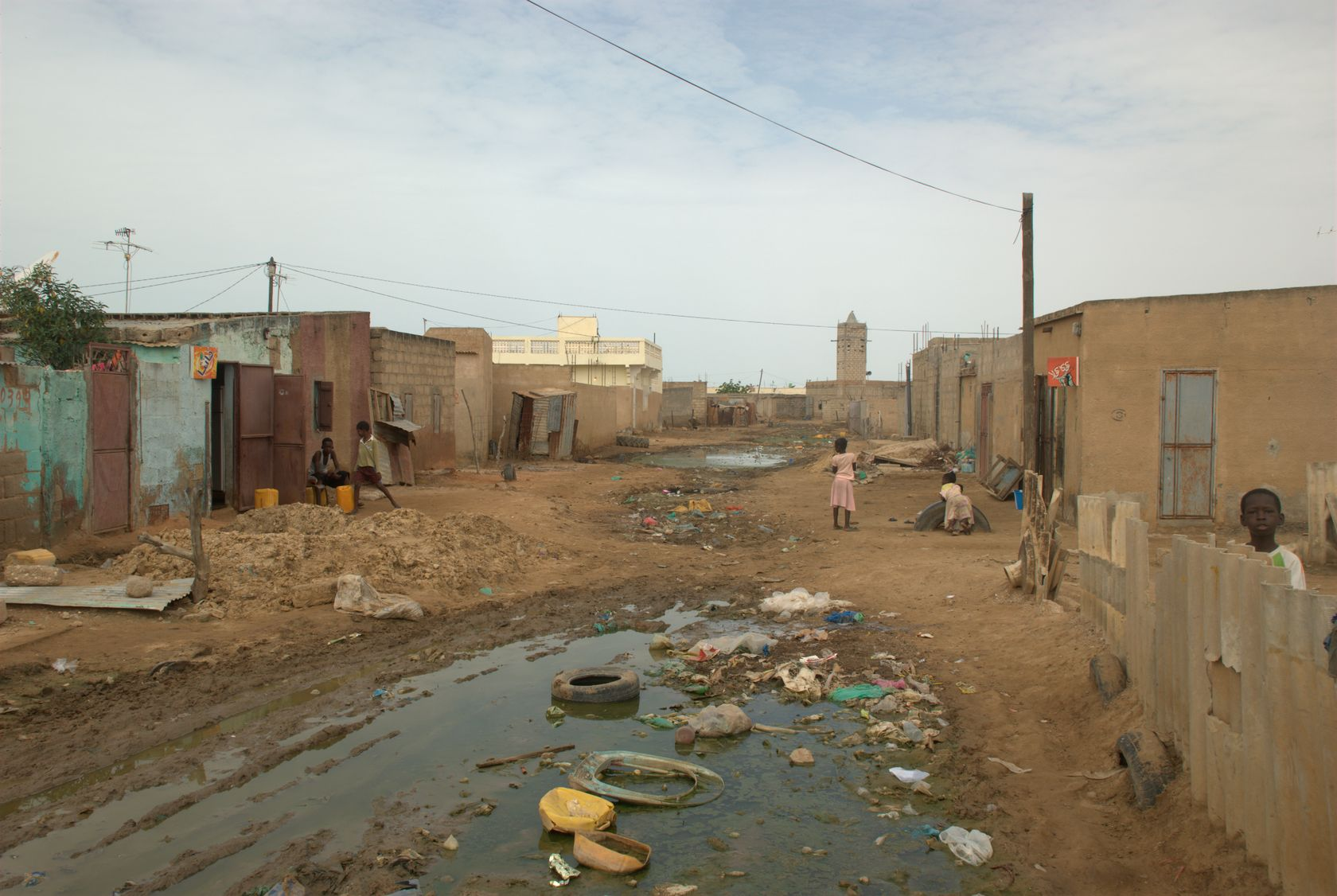
Schnell wachsendes Wohngebiet im Osten

Keine Straße in der Stadt ist asphaltiert. Es gibt keine Kanalisation bis auf wenige kurze, aus Betonrinnen bestehende Teilstücke an den Straßenrändern, die aber noch nicht funktionell miteinander verbunden sind. Rosso liegt im regenreichsten Gebiet Mauretaniens. Praktisch jedes Jahr werden zum Ende der Regenzeit im September Überschwemmungen durch heftige Regenfälle gemeldet. Große Teile der Wohngebiete und die Hauptstraßen der Stadt sind dann über Monate überschwemmt und verschlammt und viele Bewohner, meist sind es Tausende, müssen in provisorische Unterkünfte außerhalb flüchten.
Ein weiteres Problem ist die fehlende Müllentsorgung, wodurch es zu Müllablagerungen über weite Teile der Stadt kommt. Der Umgang mit tierischen Abfällen ist sorglos. Ein einstmals modern eingerichtetes Schlachtgebäude aus französischer Zeit ist verwahrlost, während die Schlachtung von Rindern täglich morgens an einer anderen Stelle im Freien stattfindet. Abgesehen von den Kasernengebäuden werden Bausubstanz und Infrastruktur vernachlässigt. Die Trinkwasserversorgung geschieht in den einfachen Wohngebieten meist mit Eselkarren von zentralen Verteilstellen.

## Söhne und Töchter der Stadt
- Mohamed Ould Bilal (* 1963), Politiker
- Mohamedou Ould Slahi (* 1970), Autor
- Mamadou Idrissa Wade (* 1985), Fußball-Nationalspieler

## Sport
Der Fußballklub ASC Gueumeul ist in Rosso beheimatet.